# Markus Merk
Markus Merk (ur. 15 marca 1962 w Kaiserslautern) – niemiecki sędzia piłkarski.

## Życiorys
Z zawodu stomatolog. Od 1988 sędzia ligi niemieckiej, od 1992 sędzia międzynarodowy UEFA. Wielokrotnie prowadził mecze Ligi Mistrzów, w tym finał Ligi Mistrzów w 2003 (AC Milan - Juventus F.C., w Manchesterze). Sędziował również na wielu międzynarodowych imprezach:
- Euro 2000 i 2004
- finały Mistrzostw Świata 2002 i 2006
- Igrzyska olimpijskie 1992

Na finałach ME 2000 prowadził półfinał Włochy-Holandia; w Euro 2004 był sędzią meczów grupowych – Francja-Anglia i Szwecja-Dania, poprowadził także finał (Grecja-Portugalia 1:0). W turnieju finałowym Mistrzostw Świata 2002 sędziował jedno ze spotkań grupowych (Japonia-Rosja), a także pojedynek 1/8 finału Anglia-Dania. W finałach mistrzostw świata 2006 prowadził pojedynki w fazie grupowej: Serbia i Czarnogóra – Holandia, Brazylia – Australia oraz Ghana – USA.